# Військові втрати

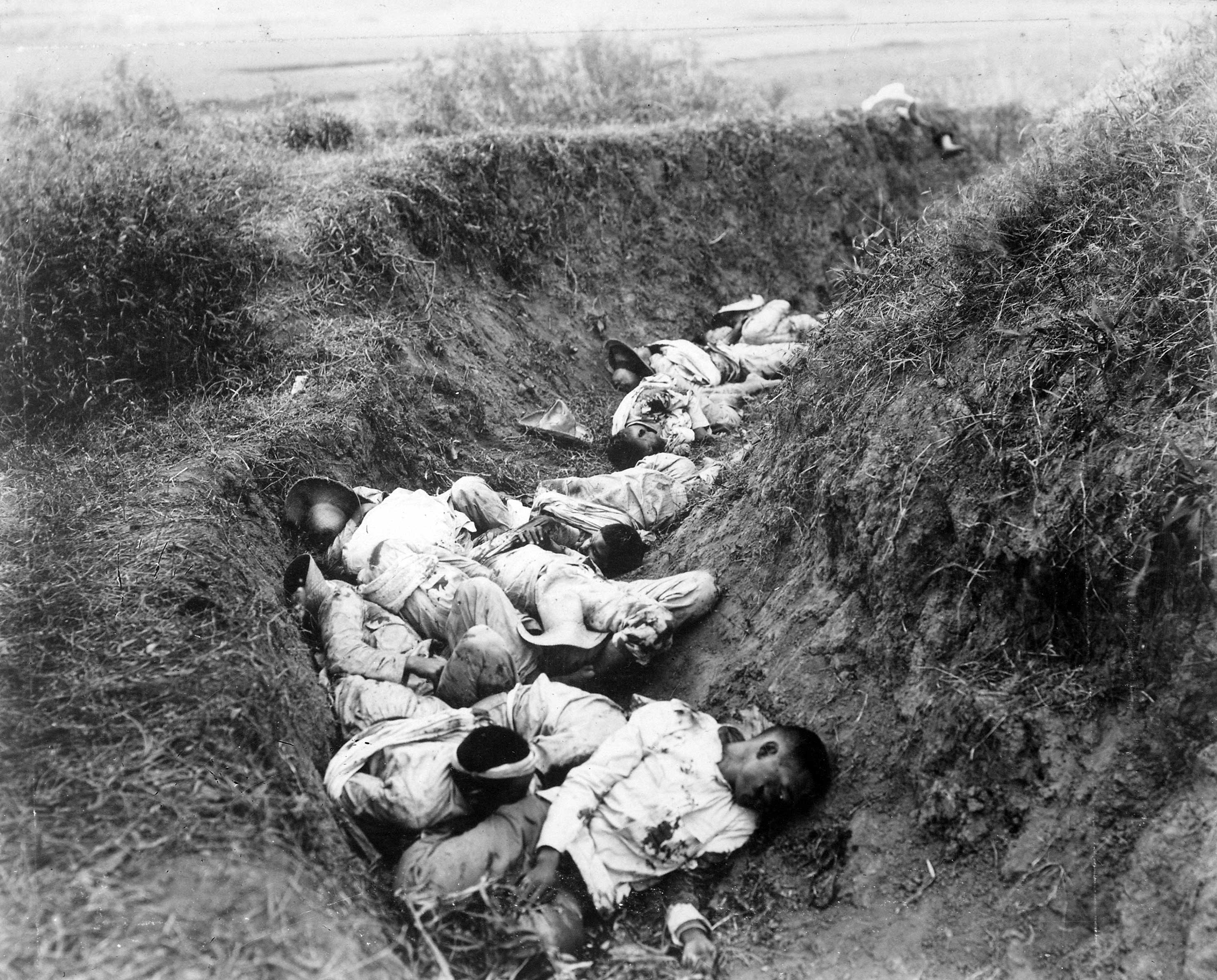
Тіла загиблих філіппінських солдат, що загинули під час боїв з американською армією. Філіппіно-американська війна. 5 лютого 1899

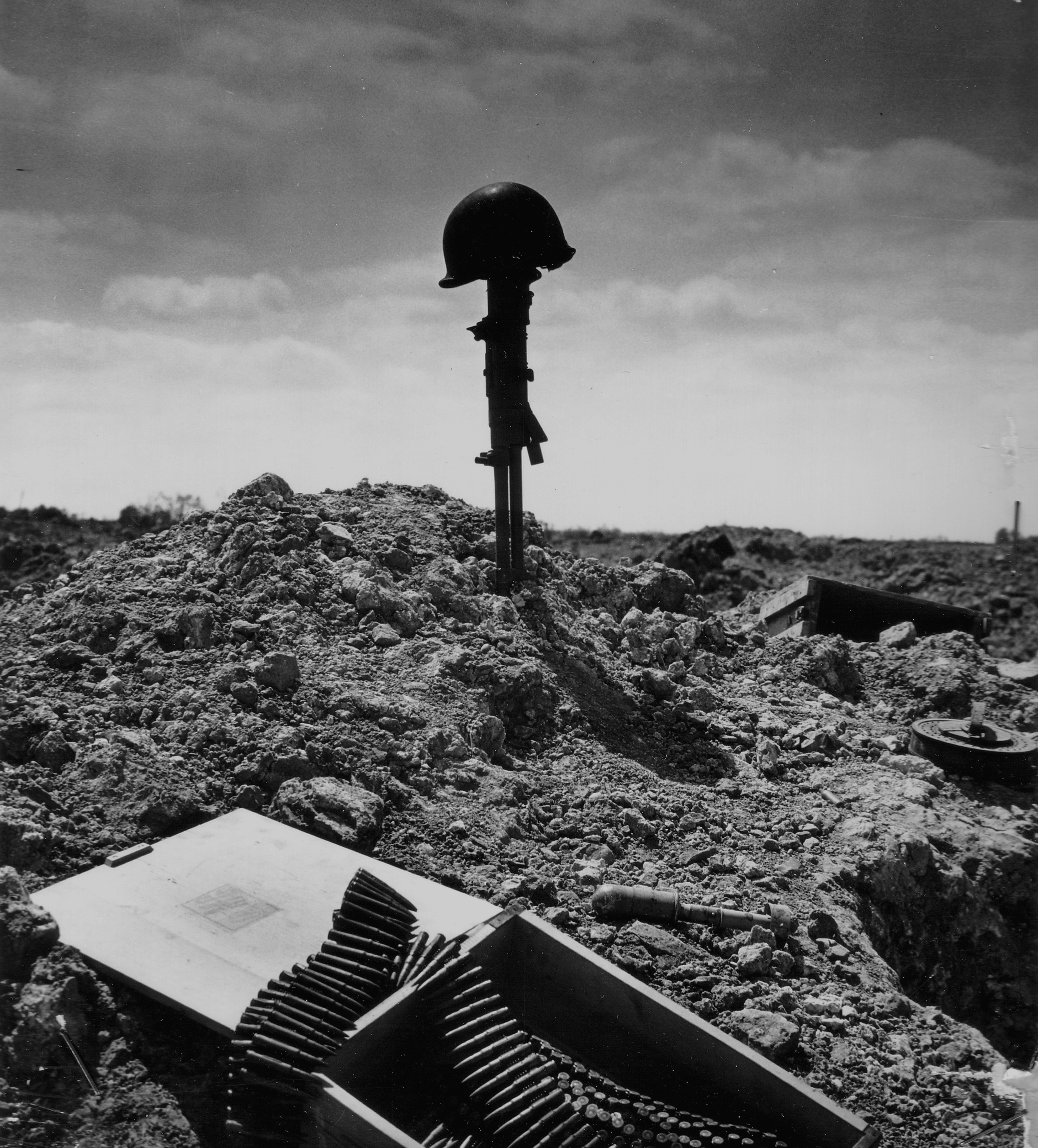
Тимчасове поховання американського кулеметника, загиблого в ході операції «Оверлорд»

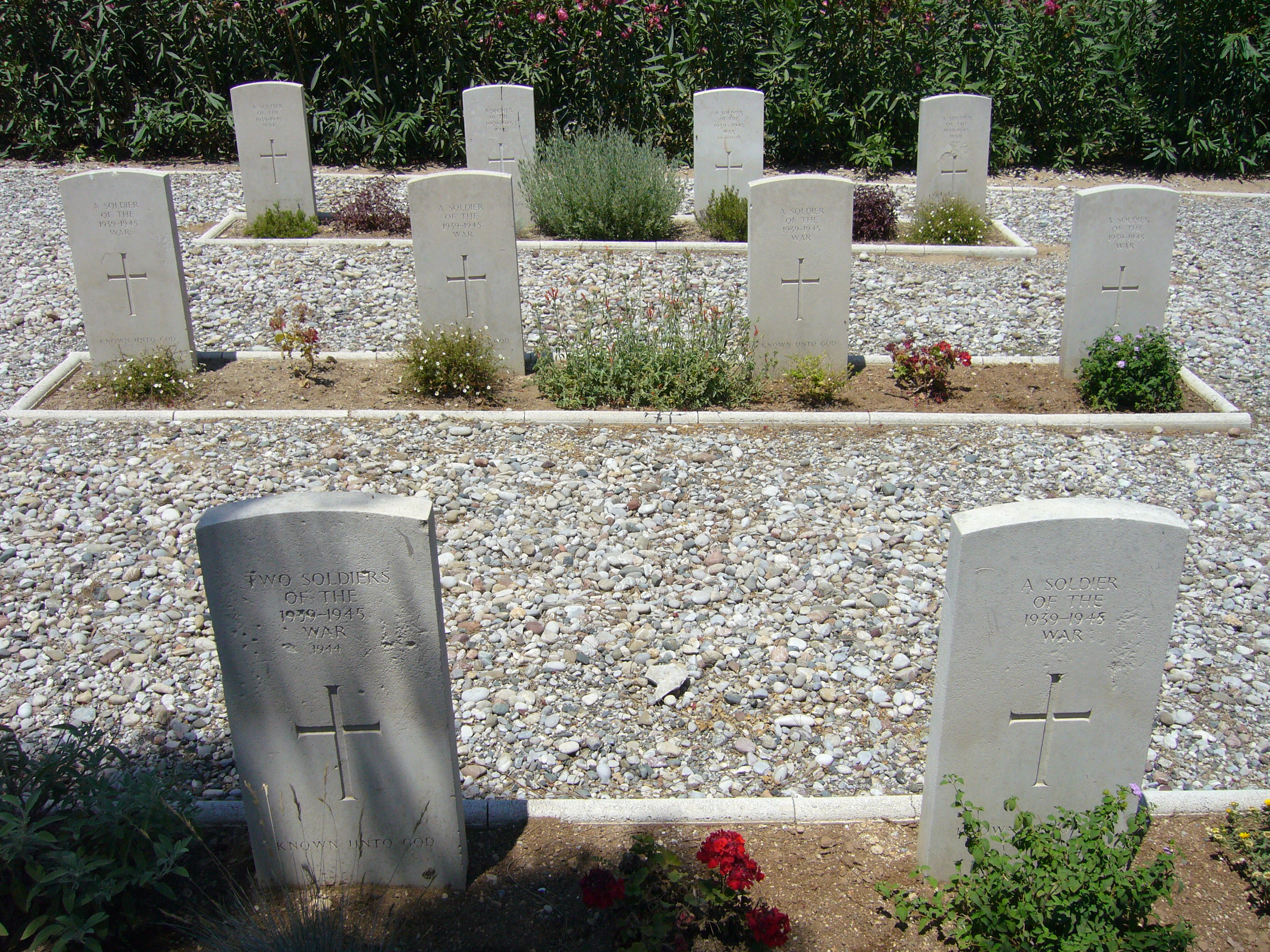
Братська могила 11 невідомих британських військових, загиблих за часів Другої світової війни. Родос

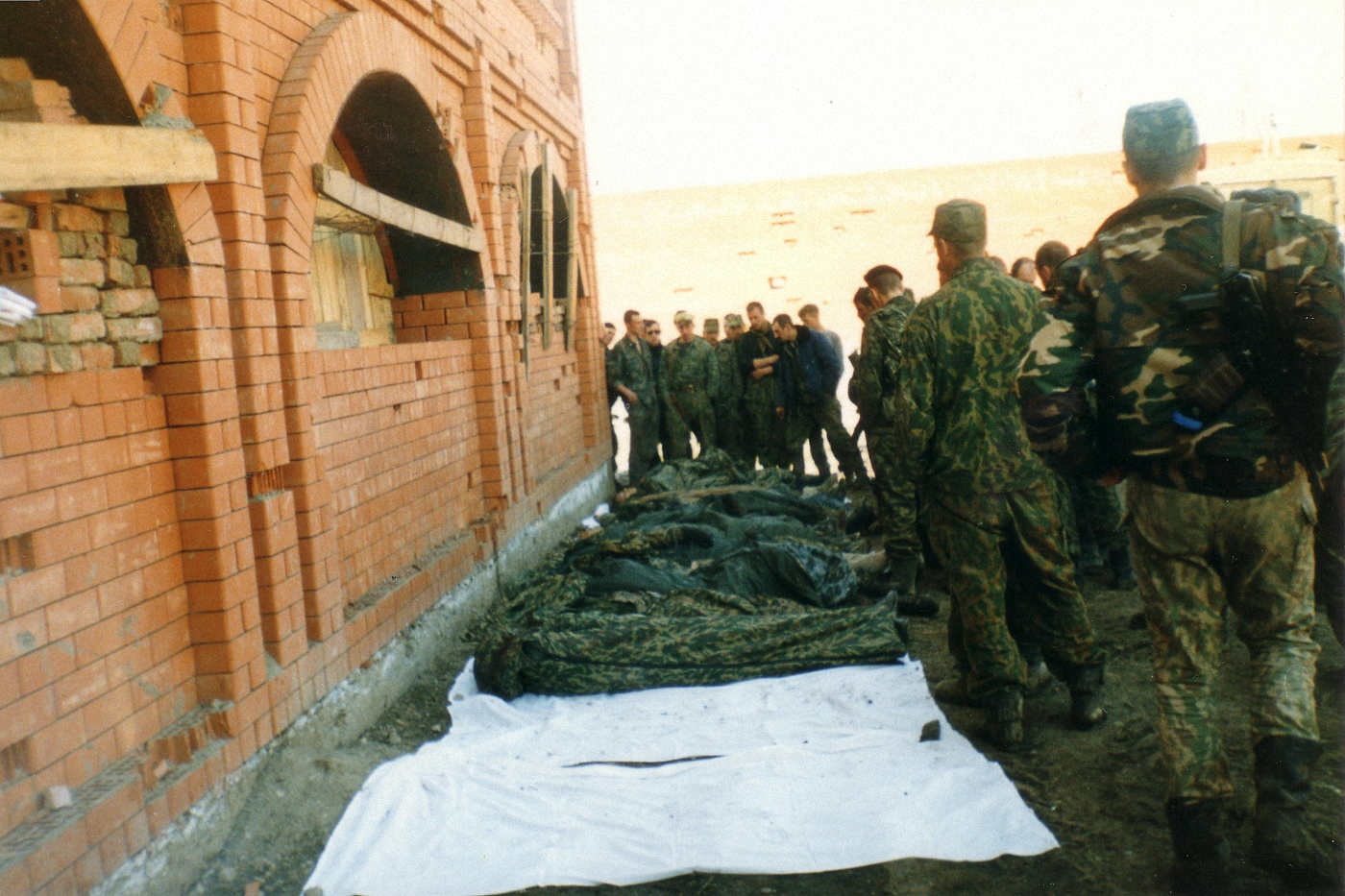
Загиблі бійці Пермського ЗМОП, під час Другої чеченської війни. 31 березня 2000

Військові втрати, також воєнні втрати — у військовій справі — людські втрати в особовому складі на фронті й в тилу, а також матеріальний збиток воюючих держав, зазнаний ними в ході та в результаті військових дій.
Втрати військові поділяються на прямі і непрямі. Прямі військові втрати пов'язані з безпосередньою дією різних видів озброєння та зброї, а непрямі — таки, що не пов'язані з прямим впливом зброї та інших бойових засобів ураження.
Також військові втрати розрізняються за видами:
- в живій силі (втрати особового складу):
  - безповоротні втрати (убиті, зниклі безвісти, полонені);
  - санітарні втрати (поранені, контужені і захворілі);
- в озброєнні і військовій техніці:
  - безповоротні втрати (техніка, що не підлягає відновленню або залишилася в руках противника);
  - поворотні втрати (така, що підлягає ремонту).

Усталена класифікація категорій військових втрат (має поширення у Збройних силах країн-членів НАТО та багатьох країнах світу):
- KIA — Killed In Action (загиблий у бою)
- MIA — Missing in action (зниклий безвісти)
- DOW — Died of wounds (помер від ран)
- WIA — Wounded in action (поранений в бою)
- POW — Prisoner Of War (військовополонений)

Людвіг фон Мізес один з основоположників Австрійської школи економіки писав: "Чи може хтось сумніватися, що воюючі народи Європи втомилися б від конфлікту набагато швидше, якби їхні уряди чітко, відверто і оперативно пред'явили їм рахунок за військові витрати?"

## Порядок встановлення статусу членів родин загиблих військовослужбовців
В разі поранення, або загибелі військовослужбовців в зоні АТО, їх статус, встановлення групи інвалідності а також статус членів родин загиблих визначається військово-лікарськими комісіями, які діють при всіх військових медичних закладах України, які є важливими структурними підрозділами військової медицини України. Статус члена родини загиблого військовослужбовця, на підставі офіційних документів військово-лікарських комісій, надається вповноваженими державними комісіями по лінії Міністерства соціальної політики України.
Усі члени родин загиблих військовослужбовців, які відмічені найвищими державними нагородами України, мають законодавче право на отримання пенсії за особливі заслуги перед Україною.

## Офіційні сайти-портали військових відомств України
- Сайт Міністерства оборони України [Архівовано 18 лютого 2012 у Wayback Machine.]
- Сайт Міністерства внутрішніх справ України
- Сайт Національної гвардії України
- Сайт Державної прикордонної служби України [Архівовано 3 грудня 2016 у Wayback Machine.]
- Сайт Служби безпеки України
- Сайт Державної служби України з надзвичайних ситуацій
- Сайт Служби зовнішньої розвідки України [Архівовано 17 травня 2014 у Wayback Machine.]